# Средно училище „Христо Ботев“ (Ивайловград)
Средно училище „Христо Ботев“ е гимназия в град Ивайловград, област Хасково. Създадена е през 1913 г. Патрон на училището е Христо Ботев. То е разположено на ул. „Волгоград“ № 5. Към 2022 г. директор на училището е Александра Хорозова.

## История
Училището е правоприемник на първото българско училище в Ивайловград, открито през есента 1913 г., веднага след присъединяването на района към Царство България. През учебната 1915/1916 година е открита прогимназия с един клас, а през 1917/1918 г. прераства в пълна прогимназия. Съществуват паралелно две училища – начално (ръководено от главния учител Милко Ахчиев) и прогимназия (с директор Иван Грудев). И двете училища се помещават в стари и неотговарящи на изискванията частни къщи. През 1939 г. е построена нова сграда, в която се преместват началното училище и прогимназията. През 1944 г. двете училища се сливат и образуват гимназия. През 1950 г. гимназията и основното училище в града се сливат и училището е с нов статут – СПУ „Христо Ботев“. След това се преобразува в Единно средно политехническо училище (ЕСПУ), а по-късно в Средно общообразователно училище (СОУ).